# Whitaker (Pensilvania)
Whitaker es un borough ubicado en el condado de Allegheny en el estado estadounidense de Pensilvania. En el año 2000 tenía una población de 1.338 habitantes y una densidad poblacional de 1,722 personas por km².

## Geografía
Whitaker se encuentra ubicado en las coordenadas 40°23′58″N 79°53′12″O / 40.39944, -79.88667.

## Demografía
Según la Oficina del Censo en 2000 los ingresos medios por hogar en la localidad eran de $34,239 y los ingresos medios por familia eran $39,250. Los hombres tenían unos ingresos medios de $29,152 frente a los $23,409 para las mujeres. La renta per cápita para la localidad era de $19,910. Alrededor del 14.6% de la población estaba por debajo del umbral de pobreza.